# Breitenborn (Gründau)
Breitenborn ist ein Ortsteil der Gemeinde Gründau im hessischen Main-Kinzig-Kreis.

## Lage, Grenzen, Größe
Der Ort liegt am Vogelsberg im Büdinger Wald (Haupteinheit 143 nach der Liste der naturräumlichen Einheiten in Hessen). Die Gemarkung des Gründauer Ortsteils liegt, wie die des Ortsteils Gettenbach, vollständig im Büdinger Wald. Der Anteil des Waldes an der Gemarkung beträgt mehr als 80 %. Am südlichen Ortsrand führt als Ortsumgehung die L 3271 vorbei. Breitenborn grenzt im Norden an die Gemarkung der Büdinger Kernstadt, im Osten an die Stadtteile Waldensberg, Wittgenborn und der Kernstadt Wächtersbach, im Süden und Westen an die des Gründauer Ortsteils Gettenbach. Die Gemarkung des Ortsteils umfasst 1881 ha (davon 1390 ha Wald).

## Geschichte

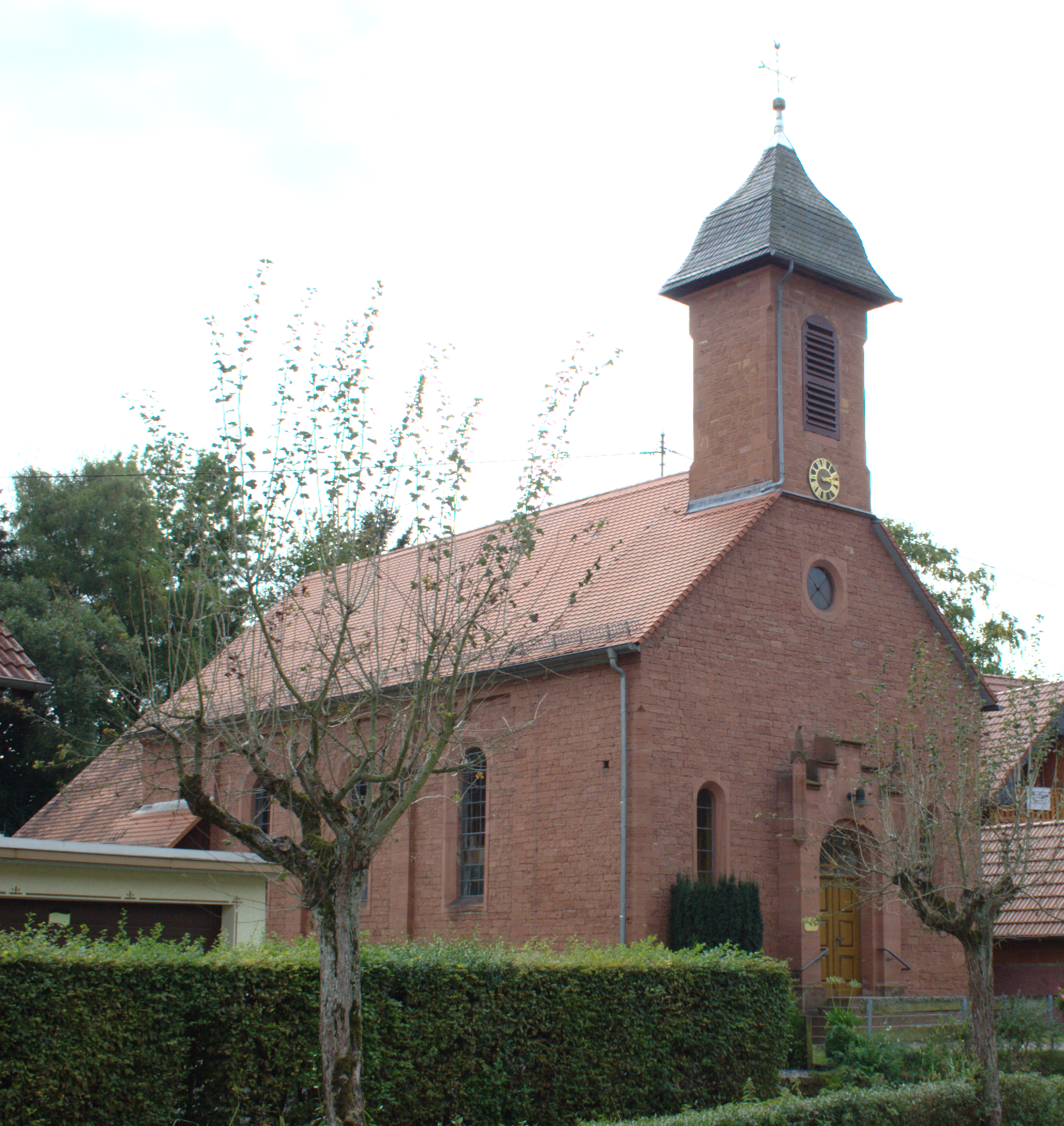
Kirche in Breitenborn

Im 16. Jahrhundert soll der breyden Born – so ist den Gerichtsakten etlicher Hexenprozesse in Büdingen zu entnehmen – ein Hexentanzplatz gewesen sein.
Erstmals urkundlich erwähnt wird der Ort im Jahre 1605, als Wolfgang Ernst I. Graf von Isenburg-Büdingen in Birstein, Burggraf von Gelnhausen, hier einen Forsthof errichten ließ.

### Historische Schreibweisen des Ortsnamens
Breitenborn wird schon in den Jahren seiner Gründung auch als Brydenborn, Brytenborn, Bryttenborn, Auf dem Breittenborn, Auf dem breyden Born bezeichnet. Nach 1821, der (neuen) Kreiseinteilung in Kurhessen, führte das Dorf den Namen Breitenborn mit dem Zusatz A. W. Der Zusatz steht für Amt Wächtersbach zur Abgrenzung mit dem ebenfalls im kurhessischen Kreis Gelnhausen liegenden Dorf Breitenborn A. B. (hier steht der Zusatz für das Amt Bieber)

### Glasmacherdorf
Ab 1639 errichtete und betrieb der Glasmacher Michael Wentzel eine Glashütte. Nach dem Dreißigjährigen Krieg (1618–1648) entwickelte sich die Glashütte gut, 1695 entstand eine Filiale im Nachbarort Gettenbach. Bald kam der erste Stübing aus Nordhessen und heiratete die Tochter des Glashüttenmeisters Beyer. Von da ab waren die „Stübing“ etwa 170 Jahre Unternehmer in der Glasbereitung. Die Glasproduktion erreichte zwischen 1680 und 1720 ihren Höhepunkt (bis zu einer Million Trinkgläser jährlich).
Nach dem Siebenjährigen Krieg (1763) kam es zu einem Anstieg der Holzpreise (Holz z. T. zum Schiffsbau in den Niederlanden). Die Preise der Glaswaren verteuerten sich demgemäß. Erste Glasfabriken entstanden in Deutschland, u. a. im Saarland die Vorläufer der später in St. Ingbert angesiedelten „Vereinigten Von-Vopelius-Wentzel’schen Glashütten“ (Wentzel war ein wegen des wirtschaftlichen Niedergangs aus Breitenborn ausgewanderter Glashüttenmeister). In der Folgezeit wanderten eine große Zahl der Einwohner, z. B. „80 Seelen“ nach (preußisch-) Pommern, danach bis 1767 eine weitere Anzahl (über Büdingen, dem regionalen Zentrum der Russland-Auswanderung) in den Süden Russlands.
1771 ging die Glashütte ein, 1774 verzeichnete Breitenborn 64 Familien, darunter 13 Witwen, 1855: 143 Familien mit 618 Einwohnern, davon 584 evangelisch, 4 katholisch, 30 Juden (Synagoge und Friedhof in Gettenbach).
Erst zu Anfang des 19. Jahrhunderts kam es zu einer Wiederbelebung des Glasgeschäfts.  Ein neuer Name taucht mit dem neuen Pächter Beck auf. Die Rentkammer in Büdingen schloss mit ihm einen Vertrag auf drei Jahre (1802–1804), er wurde später bis 1826 verlängert. Die alteingesessenen Glasmeister Stübing und Trebing gingen daraufhin nach Gettenbach (Grafschaft Ysenburg-Büdingen-Meerholz) und betrieben auf dem Gelände des späteren Jagdschlosses eine Glashütte. Erst 1829 schlossen die Gebrüder Stübing (Heinrich Ernst Stübing, Hoheitsschultheiß, und Philipp Ernst Stübing) einen neuen Pachtvertrag für das Gelände in Breitenborn A. W. für vier Jahre, er wurde später um weitere zwölf Jahre und 1842 erneut um zwölf Jahre verlängert. In einer statistischen Erhebung des damaligen Bürgermeisters von 1858 wird eine Glasfabrik mit 30 Arbeitern genannt.

### Kirchengeschichte
Breitenborn war nach seiner Gründung durch den reformierten Landesherrn Wolfgang Ernst ein reformiertes Dorf und gehörte bis 1734 zur Kirchengemeinde in Büdingen. Von 1734 bis 1830 war es kirchlich Spielberg zugeordnet. Danach gehörte es zu Waldensberg, einer Gründung der Waldenser (Glaubensflüchtlinge aus dem damals südfranzösischen Piemont, heute Italien, dem Chisone-Tal, den Ortschaften Mentoulles, Fenestrelle und Usseaux sowie dem Tal Pragelas, die der vorreformatorisch-evangelischen Lehre des Petrus Waldus aus Lyon anhingen). 1856/57 wurde die evangelische Kirche aus Ziegelsteinen erbaut. Das Dorf gehörte danach zum Kirchspiel des evangelischen Gesamtverbandes Waldensberg–Breitenborn und seit Jahresanfang 2017 gehören die evangelischen Christen in Breitenborn zur Kirchengemeinde Auf dem Berg.

### Holzrechte im Büdinger Wald
Breitenborn wurde erst um 1600 gegründet; daher hatte es nicht das aus dem Mittelalter stammende Privileg eingeforstet zu sein. Das Dorf bekam eine faktische Gleichstellung erst 1605 oder später durch Graf Wolfgang Ernst (*1560–†1633). Ende der 1870er und Anfang der 1880er Jahre kam es in den „eingeforsteten“ Dörfern im Büdinger Wald zu Auseinandersetzungen wegen der Ablösung dieser seit dem Mittelalter bestehenden Berechtigungen – meist Hute- und Holzrechte, z. B. zur Schweine- und Rindermast durch Viehtrieb auf Triften oder das Recht auf das sog. Urholz (nicht-geforstetes Holz im Gegensatz zum „geforsteten“ Holz, der eigens angebauten und/oder gepflegten Bäume, auch auf Bau- und Dienstholz zur Heizung von Kirchen und Schulen o. Ä.). Diese wurden damals und werden auch heute noch als im Grundbuch (Abt. II) eintragungsfähige Reallasten aufgefasst. In Preußen (Preußen hatte Kurhessen, zu dem Breitenborn A. W. ab 1816 gehörte, 1866 besetzt und annektiert) gab es hierfür eigens Ablösungskommissionen, die versuchten die Lasten durch Land- oder Geldentschädigung abzulösen. Die Entschädigung ist ein gemeindliches Sondervermögen, das nur den Nutzungsberechtigten zusteht (Gemeindegliedervermögen, § 119 Hessische Gemeindeordnung). Statt einer Geldentschädigung bekam die Gemeinde Breitenborn A. W. als Landentschädigung fast das gesamte herrschaftliche Hofgut, während die 900 Morgen (Büdinger Maß) Buchen-Hochwald danach lastenfreies Eigentum der Fürsten von Ysenburg und Büdingen in Wächtersbach wurden. Noch 1950 lobte der Chronist in der Dorfchronik den Erfolg der Breitenborner Deputierten wegen dieser für die Gemeinde vorteilhaften Regelung nach den langen Verhandlungen („Wo wäre das Geld heute … nach 2 verlorenen Kriegen?“).

### Der größte Basaltbruch in den alten Bundesländern
Ab 1844 wird mit dem Abbau von Basalt auf handwerkliche Weise begonnen, ab 1897 durch einen Unternehmer mit mehreren Steinbrüchen, später wird dies durch die Mitteldeutsche Hartstein-Industrie AG industriell betrieben. Der Basaltsteinbruch Breitenborn A. W. (im Dorf nur als der Bruch bezeichnet) war mit 143 Hektar einer der größten in Deutschland. In der Folgezeit beschäftigte das Unternehmen zeitweise bis zu 400 Mitarbeiter, 1949 waren es ca. 180. „Um den schnellen und möglichst billigen Abtransport der anfallenden großen Produktion herbeizuführen, wurde eine Drahtseilbahn von 6,5 km Länge Luftlinie von Breitenborn A. W. über die Waldberge durch eine gehauene Schneise nach Bahnstation Wächtersbach gebaut.“ Inzwischen werden weite Teile nicht mehr oder in anderer Weise genutzt und vor der Renaturierung z. T. verfüllt.
Ein Ortsgrundriss des Königlichen Kartographischen Instituts in Berlin von 1858 weist die Glashütte im Westen und die Bebauung eines typischen Straßendorfes nach Osten aus.

### WettbewerbUnser Dorf soll schöner werden
In den 1960er Jahren konnte Breitenborn drei Mal Preise im landesweiten Wettbewerb Unser Dorf soll schöner werden erringen.

### Ortsumgehungsstraße
Am 12. September 1969 wurde die neue Umgehungsstraße der L 3271 von Hain-Gründau nach dem Weiherhof in Wittgenborn zur Entlastung der Ortsdurchfahrt dem Verkehr übergeben.

### Bürgermeister Karl Groß
Seit Anfang Mai 2015 erinnert ein Gedenkstein an das Wirken des rührigen und kreisweit bekannten Bürgermeisters (Unser Dorf soll schöner werden, Umgehungsstraße) Karl Groß (*1907 †1978, Steinrichter, Gewerkschafter, Verfolgter des NS-Regimes KZ Sachsenhausen-Oranienburg)

In der Würdigung seiner Leistungen für das Dorf wird besonders hervorgehoben: die Gestaltung des Bergfriedhofs, der Bau eines Dorfgemeinschaftshauses mit Kindergarten (in beträchtlicher Eigenhilfe durch die Dorfbevölkerung), die Errichtung der Leichenhalle und das erste Freischwimmbad in einem kleinen Dorf des damaligen Kreises.

### Hessische Gebietsreform und Ende der Selbständigkeit
Die drei Dörfer im Büdinger Wald, Breitenborn A. W., Gettenbach und Hain-Gründau hatten lange Zeit vor der Gebietsreform in Hessen in den 1970er Jahren besondere Beziehungen und „fließende Grenzen“. Die Gemarkungsgrenzen sind mehrfach berichtigt worden.
Im Zuge der Gebietsreform in Hessen fusionierten die bis dahin selbständige Gemeinden Breitenborn, Gettenbach, Lieblos und Niedergründau zum 31. Dezember 1971 freiwillig zur neuen Gemeinde Gründau. Breitenborn führte den offiziellen Gemeindenamen „Breitenborn, Amt Wächtersbach“, der auch als „Breitenborn A. W.“ bezeichnet wurde. Für alle eingegliederten Gemeinden von Gründau wurde je ein Ortsbezirk errichtet.

### Verwaltungsgeschichte im Überblick
Die folgende Liste zeigt die Staaten und Verwaltungseinheiten, denen Breitenborn angehört(e):
- vor 1806: Heiliges Römisches Reich, Grafschaft Ysenburg-Büdingen-Wächtersbach, Amt Wächtersbach, Gericht Spielberg
- ab 1806: Fürstentum Isenburg (Rheinbund),[Anm. 2] Amt Wächtersbach, Gericht Spielberg
- ab 1813: Generalgouvernement Frankfurt,[Anm. 3] Amt Wächtersbach
- ab 1815: Kaisertum Österreich,[Anm. 4] Amt Wächtersbach
- ab 1816: Kurfürstentum Hessen,[Anm. 5] Amt Wächtersbach, Gericht Spielberg
- ab 1821: Kurfürstentum Hessen, Kreis Salmünster[Anm. 6]
- ab 1830: Kurfürstentum Hessen, Kreis Gelnhausen
- ab 1848: Kurfürstentum Hessen, Bezirk Hanau
- ab 1851: Kurfürstentum Hessen, Kreis Gelnhausen
- ab 1867: Königreich Preußen,[Anm. 7] Provinz Hessen-Nassau, Regierungsbezirk Kassel, Kreis Gelnhausen
- ab 1871: Deutsches Reich, Königreich Preußen, Provinz Hessen-Nassau, Regierungsbezirk Kassel, Kreis Gelnhausen
- ab 1918: Deutsches Reich,[Anm. 8] Freistaat Preußen, Provinz Hessen-Nassau, Regierungsbezirk Kassel, Kreis Gelnhausen
- ab 1944: Deutsches Reich, Freistaat Preußen, Provinz Kurhessen, Landkreis Gelnhausen
- ab 1945: Amerikanische Besatzungszone,[Anm. 9] Groß-Hessen, Regierungsbezirk Wiesbaden, Landkreis Gelnhausen
- ab 1946: Amerikanische Besatzungszone, Hessen, Regierungsbezirk Wiesbaden, Landkreis Gelnhausen
- ab 1949: Bundesrepublik Deutschland, Hessen, Regierungsbezirk Wiesbaden, Landkreis Gelnhausen
- ab 1968: Bundesrepublik Deutschland, Hessen, Regierungsbezirk Darmstadt, Landkreis Gelnhausen
- ab 1972: Bundesrepublik Deutschland, Hessen, Regierungsbezirk Darmstadt, Landkreis Gelnhausen, Gemeinde Gründau
- ab 1974: Bundesrepublik Deutschland, Hessen, Regierungsbezirk Darmstadt, Main-Kinzig-Kreis, Gemeinde Gründau

## Bevölkerung
Einwohnerstruktur 2011
Nach den Erhebungen des Zensus 2011 lebten am Stichtag dem 9. Mai 2011 in Breitenborn 1080 Einwohner. Darunter waren 39 (3,6 %) Ausländer. Nach dem Lebensalter waren 159 Einwohner unter 18 Jahren, 425 zwischen 18 und 49, 261 zwischen 50 und 64 und 234 Einwohner waren älter. Die Einwohner lebten in 507 Haushalten. Davon waren 162 Singlehaushalte, 162 Paare ohne Kinder und 132 Paare mit Kindern, sowie 42 Alleinerziehende und 9 Wohngemeinschaften. In 117 Haushalten lebten ausschließlich Senioren und in 324 Haushaltungen lebten keine Senioren.
Einwohnerentwicklung
| Breitenborn: Einwohnerzahlen von 1834 bis 2020 | Breitenborn: Einwohnerzahlen von 1834 bis 2020 | Breitenborn: Einwohnerzahlen von 1834 bis 2020 | Breitenborn: Einwohnerzahlen von 1834 bis 2020 | Breitenborn: Einwohnerzahlen von 1834 bis 2020 |
| --- | ---------------------------------------------- | ---------------------------------------------- | ---------------------------------------------- | ---------------------------------------------- |
| Jahr |                                                |                                                |                                                | Einwohner                                      |
| 1834 | 1834                                           |                                                | 637                                            | 637                                            |
| 1840 | 1840                                           |                                                | 718                                            | 718                                            |
| 1846 | 1846                                           |                                                | 649                                            | 649                                            |
| 1852 | 1852                                           |                                                | 620                                            | 620                                            |
| 1858 | 1858                                           |                                                | 685                                            | 685                                            |
| 1864 | 1864                                           |                                                | 644                                            | 644                                            |
| 1871 | 1871                                           |                                                | 599                                            | 599                                            |
| 1875 | 1875                                           |                                                | 500                                            | 500                                            |
| 1885 | 1885                                           |                                                | 492                                            | 492                                            |
| 1895 | 1895                                           |                                                | 477                                            | 477                                            |
| 1905 | 1905                                           |                                                | 512                                            | 512                                            |
| 1910 | 1910                                           |                                                | 514                                            | 514                                            |
| 1925 | 1925                                           |                                                | 572                                            | 572                                            |
| 1939 | 1939                                           |                                                | 635                                            | 635                                            |
| 1946 | 1946                                           |                                                | 738                                            | 738                                            |
| 1950 | 1950                                           |                                                | 758                                            | 758                                            |
| 1956 | 1956                                           |                                                | 748                                            | 748                                            |
| 1961 | 1961                                           |                                                | 755                                            | 755                                            |
| 1967 | 1967                                           |                                                | 810                                            | 810                                            |
| 1970 | 1970                                           |                                                | 877                                            | 877                                            |
| 1980 | 1980                                           |                                                | ?                                              | ?                                              |
| 1993 | 1993                                           |                                                | 1.115                                          | 1.115                                          |
| 2000 | 2000                                           |                                                | ?                                              | ?                                              |
| 2011 | 2011                                           |                                                | 1.080                                          | 1.080                                          |
| 2015 | 2015                                           |                                                | 1.057                                          | 1.057                                          |
| 2020 | 2020                                           |                                                | 1.062                                          | 1.062                                          |
| Datenquelle: Historisches Gemeindeverzeichnis für Hessen: Die Bevölkerung der Gemeinden 1834 bis 1967. Wiesbaden: Hessisches Statistisches Landesamt, 1968. Weitere Quellen: LAGIS; Gemeinde Gründau; Zensus 2011; 1993 |                                                |                                                |                                                |                                                |

Breitenborn hatte (1949) 136 heimatvertriebene Volksdeutsche aus Ungarn, der Tschechoslowakei, Jugoslawien und aus Gebieten östlich der Oder-Neiße-Linie sowie 37 Evakuierte aufgenommen.
 Historische Religionszugehörigkeit
| • 1885: | 482 evangelische (= 97,94 %), 5 katholischer (= 1,02 %), 5 jüdische (= 1,02 %) Einwohner |
| • 1961: | 667 evangelische (= 88,34 %), 71 katholische (= 9,40 %) Einwohner                        |

## Politik
Für Breitenborn besteht ein Ortsbezirk (Gebiete der ehemaligen Gemeinde Breitenborn) mit Ortsbeirat und Ortsvorsteher nach der Hessischen Gemeindeordnung.
Der Ortsbeirat besteht aus fünf Mitgliedern. Bei den Kommunalwahlen in Hessen 2021 betrug die Wahlbeteiligung zum Ortsbeirat 51,37 %. Dabei wurden gewählt: drei Mitglieder der SPD und je ein Mitglied der CDU und der Liste „Bürger für Grümdau“ (FWG). Der Ortsbeirat wählte Matthias Springer (SPD) zum Ortsvorsteher.

## Kulturdenkmäler
Siehe: Liste der Kulturdenkmäler in Gründau#Breitenborn

## Öffentliche Einrichtungen der Gemeinde
Im Ort sind folgende öffentliche Anlagen zu finden:
- ein Dorfgemeinschaftshaus (15. Dezember 1958 als eines der ersten Dorfgemeinschaftshäuser im ehemaligen Landkreis Gelnhausen eröffnet)
- einen Kindergarten

## Wirtschaft
Ein Investor (Renertec GmbH, Brachttal), der bereits 2013 am östlichen Rand der beiden Gründauer Nachbargemarkungen (an den Vier Fichten 406,2 m über NHN) Windkraftanlagen (WKA) baute (zwölf „Windräder“ mit einer Nabenhöhe von bis zu 140 m und einem Rotordurchmesser von 110 m zu beiden Seiten der Gemeindegebietsgrenze von Gründau und Wächtersbach), plante weitere Anlagen: Fünf weitere Windenergieanlagen sind auf dem den Vier Fichten benachbarten Hammelsberg (415,6 m über NHN) beabsichtigt. Nach der im Juli 2018 vom Regierungspräsidium Darmstadt veröffentlichten Übersicht sind weitere fünf „Windräder“, die höchsten im südlichen Hessen (fünf mit 240 m Höhe = Nennleistung 5,3 Megawatt oder – alternativ – 241 m Höhe = Nennleistung 4,2 Megawatt) in der Gemarkung Breitenborn beantragt worden.

## Persönlichkeiten
- Friedrich August Heiden (SED) (1887–1954), 1946/47 Landrat im Landkreis Weißwasser-Görlitz
- Karl Groß (FWG – Freie Wählergemeinschaft) (1901–1978), 1948–1971 Bürgermeister in Breitenborn